# Kate Mara
Kate Mara (Bedford, 27 februari 1983) is een Amerikaans actrice voor televisie, film en toneel.

## Biografie
Mara groeide op in Bedford (New York) en is de oudere zus van actrice Rooney Mara. Ze kwam voor het eerst in contact met acteren toen ze een rol kreeg in een schoolmusical. Al snel ging ze het theater in. Ze was veertien jaar oud toen ze een professionele actrice werd. Ze is sinds 1997 op televisie te zien.
Mara begon haar carrière vooral met gastrollen in bekende televisieseries, zoals Law & Order, Everwood, Nip/Tuck, Cold Case en CSI: Crime Scene Investigation.
In het begin van de jaren 2000 had ze vooral bijrolletjes in films. Zo had ze onder andere een kleine rol in bioscoopsucces Brokeback Mountain (2005). In 2006 was ze te zien in de televisieserie 24. Ze vertolkte nog andere rollen in televisieseries: American Horror Story (2011), Tron: Uprising (2012) en House of Cards (2013). Ze kreeg in 2019 een dochter met Jamie Bell.